# Luka Maver
Luka Maver (* 25. Oktober 1997 in Ljubljana) ist ein slowenischer Eishockeyspieler, der seit 2024 bei den Steinbach Black Wings Linz aus der Österreichischen Eishockey-Liga unter Vertrag steht.

## Karriere
Luka Maver begann seine Karriere als Eishockeyspieler beim HK Olimpija in seiner Geburtsstadt Ljubljana. Mit der U20 des Klubs gewann er 2014 die Erste Bank Young Stars League. Anschließend wagte er den Sprung über den Großen Teich und spielte von 2014 bis 2016 bei den Topeka Roadrunners in der North American Hockey League und 2016/17 bei den Lincoln Stars in der United States Hockey League. Von 2017 bis 2022 spielte er für die Yellow Jackets, das Team des American International College. In den Jahren 2019, 2020, 2021 und 2022 konnte er mit der Mannschaft die Hauptrunde von Atlantic Hockey, einer Conference der Division I der National Collegiate Athletic Association, gewinnen. 2019, 2021 und 2022 gewann er mit den Jackets auch die Playoffs. 2022 kehrte er nach Europa zurück und spielt seither für die Pioneers Vorarlberg in der Österreichischen Eishockey-Liga. Im September 2024 wechselte Maver zum Ligakonkurrenten nach Linz.

### International
Für Slowenien nahm Ograjenšek im Juniorenbereich zunächst an der U18-Weltmeisterschaft 2014 in der Division I teil. Mit der slowenischen U20-Ausahl spielte er sodann bei den U20-Weltmeisterschaften 2015, 2016 und 2017 ebenfalls in der Division I.
Im Seniorenbereich stand er erstmals beim Qualifikationsturnier für die Winterspiele in Peking 2022 im Aufgebot seines Landes. Seinen ersten Weltmeisterschaftseinsatz hatte er bei der Weltmeisterschaft 2022 in der Division I, als der Aufstieg in die Top-Division gelang. Dort spielte er dann bei der Weltmeisterschaft 2024. Zudem vertrat er seine Farben bei der Qualifikationsturnier für die Winterspiele in Mailand 2026.

## Erfolge und Auszeichnungen
- 2014 Gewinn der Erste Bank Young Stars League mit dem HK Olimpija
- 2019 Gewinn der Atlantic Hockey Conference mit den Yellow Jackets
- 2021 Gewinn der Atlantic Hockey Conference mit den Yellow Jackets
- 2022 Gewinn der Atlantic Hockey Conference mit den Yellow Jackets

### International
- 2022 Aufstieg in die Top-Division bei der Weltmeisterschaft der Division I, Gruppe A